# パッション・ガールズ
『パッション・ガールズ』は、藤井みほなによる日本の漫画作品。
『りぼん』1994年2月号から1995年12月号まで連載され、増刊号に度々特別編が掲載された。単行本は全5巻。文庫版は全3巻。

## あらすじ
今人気の女子高生モデル・櫻井エリカと月岡八純。同じ事務所に所属する2人は、仕事だけでなく実生活でも同じクラスに籍を置くライバルで、顔をあわせれば嫌味の応酬から喧嘩に発展することも多い犬猿の仲。そんな2人を見守るのはエリカの幼馴染・近藤一成と七沢由香。一成は幼い頃からエリカ一筋の純情少年で、由香はエリカの親友である。
ある日、仕事で撮影所に来たエリカはカメラのシャッター音に気づいてとあるスタジオを覗く。そこで撮影していたのはメンズ雑誌で人気の高校生モデルで、しばらく海外で仕事をしていた橘甲斐だった。撮影後、エリカは楽屋で抱き合う甲斐と八純を目撃してしまう。しかし後日、エリカに甲斐の相手役としてメンズ雑誌のグラビア特集のオファーが来た。その際、エリカは甲斐と八純が幼馴染で中学時代の同級生であることを知らされる。撮影中、雰囲気作りのため、ファーストキスとは知らずにエリカにキスした甲斐。その写真が事務所を経由して八純の手に渡り、さらに一成に渡され、エリカと一成の関係はギクシャクし始める。
そして、超人気アイドル槙原リキの新曲PV出演オファーが2人に舞い込んだ。乱入してきたリキ本人によって相手役は八純に決まり、後日、撮影現場に偵察に来たエリカは、同じく撮影を見に来ていた甲斐と顔をあわせる。実はリキと甲斐は同じモデルクラブ出身で、リキが一方的に甲斐をライバル視していた関係だった。
その後、一成が「エリカの見ている世界を知りたい」と、エリカに黙ってモデルデビューしていたことが発覚。ギクシャクしていた2人の関係は変化を見せる。さらに、リキを主役に据えて、甲斐や八純、エリカ、一成がレギュラーとしてドラマの話が持ち上がった。
6人の高校生の、波乱だらけな恋の行方は……？

## 登場人物
櫻井エリカ（さくらい エリカ）
主人公。4月11日生まれのO型。身長168cm、体重47kg、スリーサイズはB86・W56・H89。
頭はあまりよくないが、運動神経は良く、カメラに対する勘もいい。料理は苦手。
父は国際的なカメラマン・尚文（なおふみ）、母はセリカ、姉は国際ジャーナリスト・ユリカ。父が有名カメラマンなので、モデルになった当初は「七光り」などと言われたが、相手にせず独力でここまで来た。姉はエリカとは髪色が少し違うくらいでよく似た外見だが、姉のほうが胸が大きいらしく、エリカの制服は胸回りがきつい。
甲斐と出会い、徐々に彼に惹かれていくが、一成が大切という思いから1度は恋を封じることを選ぶ。しかし、由香や一成とギクシャクし……。
思い込みの激しいリキに、八純と代わる代わる「ハニー」扱いされていたが、リキの「ハニー」が八純に定まり、八純のために芸能界を辞めようとまでした彼を見て、本気であることを見抜き、空港にいた八純をある手段でリキのライブ会場に連れてきた。
月岡八純（つきおか はずみ）
エリカのライバルで「喧嘩するほど仲がいい」関係。2月7日生まれのA型。身長168cm、体重47kg、スリーサイズはB85・W56・H89。
頭はいいが、運動は苦手。料理はできる方。一度は海外留学を決意し、リキのライブ当日に空港にいたが、エリカによってライブ会場に連れてこられ、リキの覚悟を聞かされてリキを選ぶ。
甲斐に昔から恋しているが、誕生日に振られる。その後は前述の通りリキと恋に落ちる（※しかもおしどり夫婦なみ）。さらに、焦れったい関係を続けるエリカと甲斐をくっつけようと画策するようになる。
橘甲斐（たちばな かい）
中学の終わりごろからフランスで活動していた高校生モデル。11月15日生まれのB型。劇団の子役出身で幼い頃は名子役として名を馳せたが、それはすべて演劇プロデューサーである父・郁夫（いくお）が社会的な体面を保つために仕組んだことだった。そのため、一旦演劇から身を引き、モデルとなる。八純とは幼馴染み。
フランスでの仕事のカメラマンが櫻井尚文だったことから、エリカの存在を知っていた。そのためか、エリカをグラビアの相手役に直接指名している。
エリカの明るさ・ポジティブさに惹かれ、ドラマの撮影中に今まで誰にも話さなかったことを話すなど、その存在に救われており、父の息がかかっていない劇団で俳優業を再開することを決めた。また、当初通っていた高校は芸能活動がしにくいという理由からエリカたちの通っている高校に編入してきた。
槙原リキ（まきはら リキ）
モデル出身の超人気アイドル。8月15日生まれのO型。歌は上手いが、割と自己中心的な性格で、思い込みが激しい。
紆余曲折の末、ストーカーまがいのことまでやっていた八純とは恋人同士になる。八純のためにとライブ当日に芸能界引退を公言し、実際に引退するが、そんな彼を呼び戻すため、エリカたちのマネージャー・関と彼のマネージャー・藤堂が共謀してエリカと八純のボーカルユニットを結成する羽目になった。
近藤一成（こんどう いっせい）
エリカの幼馴染。9月20日生まれのO型。常に子犬のようにエリカを追いかけている。エリカが載っている雑誌なら女性向けのものもためらわず買うほど、彼女が大好き。
エリカの見ている世界を知るために、エリカには黙ってモデルになった。
七沢由香（ななさわ ゆか）
エリカの幼馴染にして親友。7月20日生まれのB型。一成が好きだが、一成はエリカ一筋なため気づいてもらえない。喫茶店でバイトしている。

## 書誌情報
りぼんマスコットコミックス
1. 1994年10月19日 ISBN 4-08-853760-2
2. 1995年2月20日 ISBN 4-08-853781-5
3. 1995年6月20日 ISBN 4-08-853800-5
4. 1995年11月20日 ISBN 4-08-853825-0
5. 1996年4月20日 ISBN 4-08-853852-8

集英社文庫コミック版
1. 2006年7月14日 ISBN 978-4-08-618494-6
2. 2006年7月14日 ISBN 978-4-08-618495-3
3. 2006年9月15日 ISBN 978-4-08-618496-0